# 1921 na Alemanha
Esta é uma cronologia dos fatos acontecimentos de ano 1921 na Alemanha.

## Eventos
- 20 de março: Num plebiscito, a maioria dos 60% da população da Alta Silésia vota por uma parte da Alemanha.
- 4 de maio: Konstantin Fehrenbach renuncia ao cargo de Chanceler da Alemanha.
- 12 de junho: Com uma vitória de 5 a 0 contra o Berliner FC Vorwärts, o 1. FC Nürnberg torna-se o campeão alemão de futebol alemão.